# Louis Vierne
Louis Vierne (ur. 8 października 1870 w Poitiers, zm. 2 czerwca 1937 w Paryżu) – francuski organista i kompozytor.

## Życiorys
Louis Vierne od urodzenia był niemal całkowicie niewidomy. Studiował w Institution des Jeunes Aveugles w Paryżu oraz w Konserwatorium Paryskim; uczeń Charlesa-Marie Widora i Césara Francka. Kontynuował (podobnie jak Charles-Marie Widor, Alexandre Guilmant i Henri Mulet) zapoczątkowany przez Césara Francka symfonizm organowy. Od 1892 pracował jako zastępczy organista w kościele św. Sulpicjusza w Paryżu, natomiast od 1900 był organistą katedry Notre-Dame w Paryżu, uczył także w paryskim konserwatorium. Do jego uczniów należą: Joseph Bonnet, Henri Mulet, Marcel Dupré i Nadia Boulanger. Dwukrotnie odbył podróż koncertową do Anglii (1926, 1927), a w 1928 po Ameryce Północnej (USA, Kanada), zbierając środki na remont organów w katedrze Notre-Dame. W 1931 roku otrzymał order kawalera Legii Honorowej.
Wybrane kompozycje: Messe basse pour les défunts (1936), Messe solennelle (1900), a także 6 symfonii, utwory organowe (m.in. 24 Piéces en style libre), kameralne, fortepianowe oraz pieśni.
Zmarł 2 czerwca 1937 w trakcie koncertu w katedrze Notre-Dame, podczas którego towarzyszył mu Maurice Duruflé. Pogrzeb odbył się 5 czerwca w tej samej świątyni, a jego ciało spoczęło na Cmentarzu Montparnasse w Paryżu.